# VVAポドルスク
VVAポドルスク(VVA Podmoskovye)は、ロシア・モニノに本拠地を置くラグビーユニオンクラブである。本拠地はガガーリンエアフォースアカデミースタジアム。ロシアン・ラグビー・チャンピオンシップに所属。

## 歴史
1967年、創設。
2010年、ロシアン・ラグビー・チャンピオンシップ5連覇を果たした。

## タイトル
- ロシアン・ラグビー・チャンピオンシップ
  - 優勝 17回 (1969年, 1971年, 1976年, 1977年, 1980年, 1981年, 1984年, 1985年, 1986年, 1993年, 2003年, 2004年, 2006年, 2007年, 2008年, 2009年, 2010年)

## スコッド
- アンドレイ・ポリヴァロフ(ロシア代表)
- アンドリー・ガルブゾフ(ロシア代表)
- ヴィタリー・ジワトフ(ロシア代表)
- ラシャ・マラグラゼ(ジョージア代表)
- ゲルマン・ダビドフ(ロシア代表)
- キリル・ゴロスニツキー(ロシア代表)
- ウラディスラフ・ソゾノフ(ロシア代表)

## 歴代所属選手
- エブゲニー・マトヴェーエフ(ロシア代表)
- ウラジミール・ポドレゾフ(ロシア代表)
- タギール・ガジエフ(ロシア代表)
- ヴァシリー・アルテミエフ(ロシア代表)
- ユーリ・クシュナレフ(ロシア代表)
- ヴィクトル・グレセフ(ロシア代表)
- ドミトリー・ペロフ(ロシア代表)